# 쏙쏙 어린이 경제나라
《쏙쏙 어린이 경제나라》는 2003년 11월 7일부터 2007년 4월 25일까지 방송되었던 경제 프로그램이다.

## 기획 의도
- 선진국에서는 이미 성공적인 인생을 위해 가장 중요한 교육의 하나로 경제교육에 중점을 두고 많은 투자를 하고 있는 경제 프로그램이다.

## 방송내용
- 찾아라～ 경제왕!! : 어린이들의 개성 만점 절약방법을 알아보는 시간! 최고의 경제왕을 찾아내어 실제생활에서 어떤 목표를 가지고 어떻게 경제생활을 실천하고 있는지 취재하여 전달한다.
- 아하~ 그렇구나! : 실생활 속에서 느끼는 경제에 대한 다양한 궁금증을 풀어주는 코너. 상황재연으로 이해를 돕고 전문가 인터뷰를 같이 진행하여 정확한 정보를 전달한다.

## 방송 시간
| 방송 채널 | 방송 기간                         | 방송 시간                            |
| --------- | --------------------------------- | ------------------------------------ |
| KBS 1TV   | 2003년 11월 7일 ~ 2005년 4월 29일 | 매주 금요일 오후 5시 15분 ~ 5시 45분 |
| KBS 1TV   | 2005년 5월 4일 ~ 2005년 10월 26일 | 매주 수요일 오후 5시 20분 ~ 5시 45분 |
| KBS 1TV   | 2005년 11월 2일 ~ 2007년 4월 25일 | 매주 수요일 오후 5시 20분 ~ 5시 40분 |

## 진행자
- 김기만 현직
- 김현욱 전직아나운서
- 김송이 아역배우
- 장경준 아역배우
- 위서현 첫방송으로 이름을 부르면서  휴가로인하여 김윤지아나운서가 대신진행하였다
- 박지윤 첫진행으로서 이름을 부름 131회 하차 하였다
- 김진희  이선영아나운서 가 2006년 도하아시안게임 에서 145회~148회까지 임시진행하였다
- 이선영 132회에서 첫진행으로서 이름을 부르다가 165회까지는 마지막방송하였다
- 두경민 아역배우
- 정인선 아역배우.성인탤런트